# Ігнацій Красицький
Ігнацій Блажей Францішек Красицький (пол. Ignacy Błażej Franciszek Krasicki, 3 лютого 1735, Дубецько — 14 березня 1801) — польський церковний діяч, філософ, поет, письменник, драматург, перекладач, журналіст. Примас Королівства Польського і Великого князівства Литовського.

## Життєпис
Походив зі знатного, проте збіднілого роду Красицьких гербу Роґаля. Син графа Яна Божого Красіцького, каштеляна холмського і сенатора Речі Посполитої, та його дружини Ганни Стажеховської — останньої представниці роду.
Народився у містечку Дубецько (сучасне Підкарпатське воєводство). Здобув спочатку домашню освіту. Замолоду обрав собі церковну кар'єру. У 1743—1750 роках навчався у колегіумі єзуїтів у м. Львів (разом з Яном та Юзефом Сапегами). У 1751 році поступив до семінарії при церкві Св. Хреста у Варшаві. Того ж року прийняв духовний сан. З 1754 року — київський катедральний канонік.
У 1759 році отримав таїнства священства від Вацлава Героніма Сераковського, єпископа перемиського. У серпні з Яном Жевуським виїхав до Риму (частково кошти на подорож та проживання надав Франциск Салезій Потоцький, з яким листувався). Красіцький перебував до 1762 року, проте більше часу провів у Римі (до 1761 року), здобуваючи нові знання. У 1762 році стає каноніком Перемишля.
У 1763 році отримує посаду секретаря архієпископа ґнезненського Владислава Александера Лубенського. Тоді ж затоваришував з майбутнім королем Речі Посполитої Станіславом Понятовським.
З початком правління короля Станіслава-Августа Понятовського починає зростання церковної кар'єри Ігнація Красицького. У 1764 році призначається архієпископом Львова. Того ж року очолив Трибунал (апеляційний суд) Малої Польщі. У 1765 році очолив Коронний трибунал. Того ж року разом з Францішеком Богомолцем та Адамом Казимиром Чарторийським заснував часопис «Монітор». У 1766 році призначається коад'ютером Вармійського єпископа. У 1767 році стає князем-єпископом Вармії та сенатором. В цей час починається його журналістська діяльність. Красицький багато пише просвітницьких статей для журналу «Монітор».
З цього моменту часто виїздить за кордон як в особистих, так й в дипломатичних справах. Часто буває у Франції та Пруссії. З королем останньої — Фрідріхом II — затоваришував, особливо після першого розподілу Речі Посполитої у 1772 році. У 1786 році Красіцький увійшов до Прусської академії наук.
У 1795 році стає архієпископом Гнєзна та примасом Польщі. Виконав настанову папи римського Пія VI, який закликав нового примаса сприяти заспокоєнню країни та не чинити спротиву розподілам Польщі.
Наприкінці життя Ігнацій Красицький перебирається до Берліна, де й помирає у 1801 році. Був похований 16 березня у «гробах» катедри св. Ядвіги. Завдяки ініціативі Урсина-Немцевича був урочисто перепохований 17 березня 1829 в каплиці Потоцьких ґнезненської катедри.

## Творчість
Був відомий своєю поезію (сучасники надали йому почесне звання князя поетів), філософськими трактами, драмами, науковими працями.
Його поеми, сатири, оди, гімни, поетичні послання, пісні, фрашки (тобто дрібнички), байки відрізняються продуманою композицією, відточеною формою, лаконізмом і логічною прозорістю стилю. І. Красицький є одним із творців нової літературної мови, заснованої на розмовній мові аристократії та інтелігенції. Він удосконалив ритміко-римічний, силабічний лад, збагатив поезію елементами фольклорного силаботонізму.
Його формально—стилістична віртуозність особливо наочно постає в лапідарних байках-епіграмах. У них сенс диктується логікою розвитку сюжету, характером кульмінації та розв'язки, обумовлених просвітницько-скептичним баченням реальності — гору бере багатий і сильний, закони створюються на догоду беззаконню, святенництво переважає над вірою, а розрахунок — над почуттям.
У своїх іроікомічних поемах Красицький дотепно описав національне минуле і сьогодення. Найбільш відомою є поема «Мишеїда» (1775 рік), де пародіюється в описах битв мишей і кішок, в картинах життя двору легендарного короля Попеля середньовічні хроніки і лицарський епос, висміюється давньопольська історіографія і культ «лицарської звитяги», а також державний устрій і звичаї шляхетської Речі Посполитої.
У двох циклах сатир 1779 та 1784 років поет рельєфно виписав сценки тогочасного життя, побудувавши оповідання на основі діалогів або монологу персонажів.
Також є автором першого польського просвітницького роману — «Пригоди Миколая Досвядчинського» (1775 рік). У форм модного на той час щоденника шляхтича письменник відтворив дійсність періоду просвітницького перелому, відобразивши драматичний процес формування особистості героя. Дидактичний роман «Пан Підстолій» (1778—1798 роки) — це свого роду продовження «Пригод Миколая Досвядчинського». В ньому змальовані життя освіченого шляхтича і розумна система господарювання, його погляди, засновані на раціональному відношенні як до традицій, так і до нових віянь.
В його доробку присутня просвітницька енциклопедія — «Зібрання необхідних відомостей» (1781 рік) і трактату на кшталт історії всесвітньої літератури — «Про віршування і віршотворців» (видано у 1803 році).
Крім того, І. Красицький написав філософську повість «Історія», змістом якої є полеміка з історіографічними концепціями античності і феодалізму. Крім того, в його доробку є цикл східних притч.
Перекладав твори античних авторів Плутарха, Анакреонта, Гесіода і Теокріта, італійця Данте, француза Буало.